# Nejmeh SC
Nejmeh Sporting Club Beirut (ar. نادي النجمة الرياضي) – libański klub piłkarski, grający obecnie w pierwszej lidze libańskiej, mający siedzibę w mieście Bejrut.

## Historia
Nejmeh SC został założony w 1945 roku. Jest jednym z najbardziej utytułowanych zespołów w Libanie. Pod względem zdobytych tytułów mistrzowskich zajmuje drugie miejsce za lokalnym rywalem z Bejrutu, Al-Ansar. Wywalczył ich osiem (stan na 2015 rok). Pierwsze mistrzostwo kraju zdobył w 1973 roku. Pod względem zdobytych Pucharów Libanu także zajmuje drugie miejsce za zespołem Al-Ansar. Swój pierwszy krajowy puchar zdobył w 1973 roku, gdy w jego finale pokonał 3:1 zespół Al-Safa' SC.

## Sukcesy
- Liga Mistrzów: 1 występ

2002/2003: runda kwal. Zachód (I runda)
- Klubowe Mistrzostwa Azji: 1 występ

1997: II runda
- Puchar AFC: 6 występów

2004: ćwierćfinał
2005: finał
2006: półfinał
2007: półfinał
2010: faza grupowa
2014: 1/8 finału
- Puchar Zdobywców Pucharów: 3 występy

1990/1991: I runda
1997/1998: I runda
1998/1999: I runda
- I liga: 8

1973, 1975, 2000, 2002, 2004, 2005, 2009, 2014
- Puchar Libanu: 5

1971, 1987, 1989, 1997, 1998
- Superpuchar Libanu: 5

2000, 2002, 2004, 2009, 2014
- Puchar Elity: 8

1996, 1998, 2001, 2002, 2003, 2004, 2005, 2014
- Alimam Moussa Assader: 3s

1995, 1998, 1999
- Puchar Aladha: 4

1974, 1980, 1987, 1991
- Puchar Habiba Abishahli: 6

1961, 1965, 1968, 1971, 1972, 1974
- Istiqlal: 2

1973, 1974
- Puchar Aalay: 2

1979, 1980
- Turniej Tripoli: 1

1989

## Skład na sezon 2014/2015
| Nr | Poz. | Piłkarz              |
| -- | ---- | -------------------- |
| 1  | BR   | Nazih Assaad         |
| 2  | OB   | Hussein Mansour      |
| 4  | OB   | Ahmad Tahmaz         |
| 5  | OB   | Hamdy Mabrouk        |
| 6  | PO   | Mohammed Shamas      |
| 7  | NA   | Hassan Mohammad      |
| 8  | PO   | Hassan Al-Kadi       |
| 9  | NA   | Lassina Soro         |
| 10 | PO   | Abbas Atwi (kapitan) |
| 12 | NA   | Joseph Lahoud        |
| 14 | PO   | Hassan Al-Annan      |

| Nr | Poz. | Piłkarz          |
| -- | ---- | ---------------- |
| 15 | PO   | Mohammad Kassem  |
| 16 | PO   | Cheikha Sy       |
| 17 | PO   | Mahmoud Siblini  |
| 18 | PO   | Kassem Zein      |
| 20 | PO   | Khaled Takaji    |
| 22 | OB   | Mohammad Hammoud |
| 24 | OB   | Maher Sabra      |
| 29 | BR   | Ahmad Taktouk    |
| 29 | OB   | Ahmad Farroukh   |
| 88 | PO   | Zaven Lepedjian  |

### Numery zastrzeżone
- 3 –  Hussein Dokmak
- 12 –  Hussein Naeem

## Zagraniczni reprezentanci kraju grający w klubie
| - Ala Hubajl - Tarek Yehia - Gilles Mbang Ondo - Daniel Addo - Emmanuel Duah - Daniel Nana Yeboah - Bassim Abbas - Khaled Sa'ed Al-Malta'ah - Alphonse Tchami - Osama Al-Fazzani - Osama Chtiba | - Ali Assad - Rami Assad - Mohammad Qasim - Kendall Velox - Abdel Naser Hasan - Rajaa Rafi - Souleymane Mamam - Errol McFarlane - Hassan Wasswa |